# Das Herz des Königs
Das Herz des Königs ist ein Roman der deutschen Schriftstellerin Viola Alvarez aus dem Jahr 2003. Mit dem bei der Verlagsgruppe Lübbe erschienenen Werk feierte die Autorin ihr Debüt.
Der Roman erzählt in Form einer fiktiven Autobiographie das Leben von Marke, dem König von Cornwall. Durch die ungewöhnliche Perspektivenwahl und Figurendarstellung verhandelt der Roman den in der europäischen Erzähltradition verhafteten Tristan-und-Isolde-Stoff neu.
Als die bisher einzige Bearbeitung, welche die Geschichte von Tristan und Isolde aus der Innensicht Markes schildert, steht Das Herz des Königs an einer herausragenden Position der beinahe tausendjährigen Rezeptionsgeschichte dieses Stoffes.

## Inhaltsangabe
Das Buch beginnt mit König Marke, der bewegungsunfähig im Bett liegt und sich in Rückblicken an sein Leben erinnert.
In einer entbehrungsreichen Kindheit wird Marke auf das schwierige Leben als König von Cornwall vorbereitet. Seine Eltern schicken ihn zu Verwandten in die Bretagne, wo er lernt, zu kämpfen und zu töten. Als er als 21-Jähriger in seine Heimat zurückkehrt, ist das Land von kriegerischen Auseinandersetzungen zerrüttet. Trotz der katastrophalen Lage verweigert seine Mutter, ihm die Herrschaft über Cornwall zu übergeben. Marke gelingt es, den wichtigsten Berater seiner Mutter, den opportunistischen und machthungrigen Majordomus de Zwyyntek, auf seine Seite zu ziehen. Er gesteht ihm und dessen Sohn einen lebenslangen Anspruch auf die einflussreiche Stellung als sein persönlicher Berater zu. Mit ihrer Hilfe gelingt es ihm, seine Mutter vom Hof zu locken, in ein Kloster zu verbannen und die Macht zu übernehmen.
Nachdem er seine Fähigkeiten als König unter Beweis gestellt hat, stimmt er dem Vorschlag des Majordomus zu, eine politisch motivierte Ehe einzugehen. Um den Frieden in seinem Land zu sichern, ist Marke bereit, sich durch eine Heirat mit dem schlimmsten Feind Cornwalls, Irland, zu verbünden.
Da die irische Königin nicht verfügbar ist, fällt die zweite Wahl auf deren Tochter, Isolde. Markes Ziehsohn Tristan fährt nach Irland, um ihr die Brautwerbung zu überbringen. Auf der Heimreise schlafen die beiden miteinander. Als Isolde in Cornwall eintrifft, empfängt Marke sie und ihr Gefolge am Hafen. Zu diesem Zeitpunkt trifft Marke, der die Heirat mit der blutjungen, einfältigen Isolde ohnehin als eine Zumutung empfindet, zum ersten Mal auf Brangaene. Von der klugen und hübschen Dienerin seiner zukünftigen Frau beeindruckt, bleibt er dennoch seinen politischen Überlegungen treu und heiratet Isolde.
Nun nehmen die tragischen Geschehnisse ihren Verlauf. Marke bemerkt die Liebe zwischen Isolde und Tristan. Er unternimmt jedoch nichts gegen den Betrug, da er selbst nur noch Augen für Brangaene hat. De Zwyyntek entdeckt die Affäre und nutzt sie, um seine eigenen Machtansprüche zu verwirklichen. Unter ungeklärten Umständen verschwindet Brangaene. Marke verfällt nach diesem Verlust in eine Starre und muss die Herrschaftsgeschäfte dem Majordomus überlassen.
Als sich Marke kaum noch Hoffnungen auf eine Besserung seines Zustandes macht, wendet sich das Blatt: Brangaene, inzwischen Nonne, kehrt zurück, entsandt von ihrem Kloster St. Materiana, um den kranken König zu heilen. Als Marke sie mit Fragen überhäuft, warum sie ins Kloster gegangen sei, entdeckt er, dass Brangaene stumm ist.
Alle Chancen, jemals zu erfahren, was passiert ist, scheinen verloren, doch die Geschichte nimmt eine unverhoffte Wendung. Brangaene kann schreiben. Sie berichtet Marke ihre Geschichte auf einem Stück Pergament. De Zwyyntek ließ sie verschleppen und ihr die Zunge herausschneiden und verbannte sie in das Kloster.
Glücklich, wieder mit Brangaene vereint zu sein, stirbt Marke mit Blick auf das Meer. Als der Majordomus entdeckt, dass der König über seinen Verrat informiert ist, ermordet er Brangaene hinterrücks und wirft die Leichen des Liebespaares aus dem Fenster ins Meer hinab. Ein langjähriger Freund von Marke, der Bischof von Salisbury, kommt kurz nach der Mordtat an den Hof. De Zwyyntek gesteht sein Verbrechen und wird hingerichtet. Zur Erinnerung an Marke und Brangaene füllt der Bischof eine Amphore mit Meerwasser und lässt sie mit Zinn versiegeln. Das Land Cornwall ist nun herrscherlos, Marke und Brangaene sind miteinander im Tod vereint.

## Literarische Grundlagen
Die Erzählung von Tristan und Isolde ist einer der am häufigsten bearbeiteten epischen mittelalterlichen Stoffe europäischen Ursprungs. Als wesentlichste Überlieferungsstränge gelten die version primitive Eilharts von Oberg sowie die version courtoise, im deutschsprachigen Raum begründet durch Gottfried von Straßburg.
Viola Alvarez greift in ihrem Roman beide Versionen auf, worauf sie auch explizit hinweist:
„In diesem Roman werden bisweilen Motive aus den mittelalterlichen Tristan-Romanen Eilharts von Oberge und Gottfrieds von Straßburg verarbeitet.“
Sie stellt sich selbst damit in die Tradition einer jahrhundertelangen Rezeptionsgeschichte. Ihr Umgang mit dem Tristan und Isolde-Stoff ist dabei gekennzeichnet durch einen psychologisierenden Zugang, welcher eine konsequente Demontage der mystifizierten Tristanliebe nach sich zieht.
Im Mittelpunkt von Das Herz des Königs steht aufgrund dieses Anspruchs der Demontage nicht das Liebespaar Tristan und Isolde, sondern Marke. Diese Verschiebung des Fokus auf Marke ist nicht neu, sie findet sich bereits in Georg Kaisers Drama König Hahnrei aus dem Jahr 1913. Allerdings zeigt Alvarez den König erstmals aus der Innensicht und entlarvt im Zuge ihrer Erzählung Isolde und Tristan als armselige Witzfiguren. Sie räumen den Platz des idealen Liebespaares für Marke und Brangaene, deren Liebe jedoch eine wesentlich reifere und weniger perfekte Partnerschaft begründet als die überhöhte, absolute Tristanminne.
Das Herz des Königs stellt demnach eine innovative Variation des Tristan und Isolde-Stoffes dar, die einzigartig ist in der bisherigen Rezeptionsgeschichte. Auf Alvarez’ Umgang mit den Quellen, Motiven und Figuren wird im Folgenden näher eingegangen.

### Motive
Die folgende vergleichende Übersicht steht exemplarisch für eine Vielzahl der von Alvarez aufgegriffenen Motive.
| Motive              | Eilhart                                                                                        | Gottfried | Wagner | Alvarez |
| ------------------- | ---------------------------------------------------------------------------------------------- | --- | --- | --- |
| Imram-Motiv         | konsequent vorhanden; Tristan landet durch Zufall an der Küste Irlands                         | zurückgebildet; Tristans Ankunft in Irland ist psychologisch motiviert | entfällt | entfällt |
| Schwalbenhaar-Motiv | deutlich ausgearbeitet; die zweite Irlandfahrt Tristans wird durch höhere Kräfte motiviert     | Gottfried verweist auf das Motiv, lehnt es jedoch als unlogisch ab; die zweite Irlandfahrt Tristans wird psychologisch motiviert                                                                        | entfällt | entfällt; die Hochzeit mit Isolde entspringt politischem Kalkül |
| Meer                | Motiv nur rudimentär symbolisch aufgeladen; spielt vorwiegend durch das Imram-Motiv eine Rolle | Motiv klar auf Tristan und Isolde bezogen; am deutlichsten wird dies im Wortspiel mit lameir: „‚lameir‘ sprach sî, ‚daz ist mîn nôt, lameir das swaeret mir den muot, lameir ist, daz mir leide tuot.‘“ | Motiv wird in Verbindung mit dem Liebestod gebracht: „In des Wonnemeeres wogendem Schwall, in der Duft-Wellen tönendem Schall, in des Welt-Atems wehendem All – ertrinken – versinken – unbewußt – höchste Lust!“ | Motiv wird übertragen auf Brangaene und Marke; es findet sich ebenso wie bei Wagner das Motiv des Ertrinkens: „Wenn sie kam, um bei mir zu sein, hielten wir uns oft nur wortlos fest mit dem Gefühl, zu ertrinken. Und das Schlimmste war, den anderen nicht retten zu können.“ Tristan und Isolde werden von diesem Motiv ausgeschlossen; Isolde sieht im Meer nur „Wasser, […] aber sonst?“. |
| Liebestod           | wird durch die Kraft des Trankes erklärt: „daz machte des trankes craft.“                      | entfällt, da Werk nicht vollendet | wird idealisiert und verklärt | wird auf Marke und Brangaene verschoben bzw. in Bezug auf Tristan und Isolde zum Eifersuchtskonflikt transformiert |
| Minnegrotte         | entfällt; anstelle der Grotte steht ein entbehrungsreiches Leben im Wald                       | idealer, phantastischer Ort, an dem die Menschen keiner Nahrung bedürfen; Allegorie der Liebe, versehen mit ausführlicher Allegorese                                                                    | Verdichtung zum „Wunderreich der Nacht“ | Variation in Form eines Tags am Meer; Singularität des Moments betont die Vergänglichkeit |
| Minnetrank          | Wirkung des Tranks ist zeitlich begrenzt; mechanische Wirkung                                  | Wirkung des Tranks ist zeitlich unbegrenzt; Psychologisierung der Wirkung | Wirkung wird nicht näher spezifiziert | Trank wird als „stärkste[r] Branntwein“ von ganz Irland entzaubert |

Insgesamt zeigt sich in Alvarez’ Umgang mit den tradierten Motiven eine deutliche Tendenz, jene Motive, welche in Zusammenhang mit der Liebe stehen, einerseits auf Marke und Brangaene zu übertragen sowie andererseits dem modernen Weltverständnis anzupassen. Zauberhafte Elemente verschwinden, vollkommene Orte weichen vollkommenen Momenten, die nicht überdauern können und für Brangaene und Marke singulär bleiben, da sie ihre Liebe nicht öffentlich machen dürfen. Der Roman thematisiert demnach nicht die große, perfekte Liebe romantischer Phantasien, sondern eine Liebe, in der sich zwei Menschen mit all ihren Schwächen begegnen, aneinander Fehler machen und dennoch wieder zusammenfinden können – auch wenn sie ihre Liebe zueinander in ihrem Leben nicht vollkommen verwirklichen können.

### Figuren
In ihrer Figurendarstellung schließt Alvarez an die bereits in Gottfrieds Text angelegten Ambiguitäten an. Sie meidet jegliche Idealisierung, selbst die Romanhelden Marke und Brangaene sind vielschichtige, diffizile Charaktere. Die komplexe Figurengestaltung rückt Das Herz des Königs weit ab vom Genre der Trivialliteratur, in welcher die Hauptfiguren normalerweise als „menschliche Super-Wesen“ präsentiert werden, welche sich unter anderem durch völlig störungsfreie Beziehungen, vor allem zu ihren Eltern und Geschwistern, auszeichnen. Diese Beschreibung trifft wohl kaum zu auf einen Marke, der seiner Schwester ihre große Liebe verweigert und seine Mutter ohne gröbere Skrupel ins Kloster steckt, um die Herrschaft von Cornwall zu übernehmen. Auch die übrigen Figuren lassen sich nicht in ein klassisches Schema von Gut und Böse einordnen, wie die Analyse zeigen wird. Diese Vielschichtigkeit ist im Vergleich zu den mittelalterlichen Quellen ein modernes Element, welches den Lesern die Identifikation mit den Figuren erleichtert.

#### Marke
Alvarez zeigt einen Marke, der jede Emotion sofort intellektualisiert. Er ist ein Grübler, der aufgrund seiner schweren Jugend keinen direkten Zugang zu seinen Gefühlen findet. Die Liebe zu Brangaene setzt diese Schwierigkeiten jedoch außer Kraft, durch sie beginnt Marke, das Leben tatsächlich zu genießen.
Gottfrieds Anspielungen auf Homosexualität greift Alvarez in Form von Running Gags zwischen Marke und seinem Freund Philipp von Salisbury auf. Sie charakterisiert Marke jedoch im Gegensatz zu Gottfried als eindeutig heterosexuell.
Weiters zeichnet Alvarez Marke als einen König, der zwar von seinem Majordomus betrogen wird, sich jedoch in politischen Belangen grundsätzlich durchaus als fähig erweist. Gottfrieds Marke hingegen ist ein schwacher König, der vorwiegend als Negativfolie für das ideale Liebespaar Tristan und Isolde dient.
Alvarez verschiebt den Fokus, weshalb die Dialoge zwischen Marke und Brangaene teilweise Zitate der Dialoge zwischen Tristan und Isolde sowie Riwalin und Blancheflur in Gottfrieds Tristan darstellen. Durch diesen Kunstgriff legitimiert Alvarez Marke und Brangaene als das große Liebespaar dieser Geschichte.

#### Brangaene
Brangaene ist bereits bei Gottfried sehr positiv angelegt. In Brangaene findet Marke die reife, gleichwertige Frau, die er sich wünscht. Sie zeichnet sich durch eine überdurchschnittlich hohe Bildung aus, kann sie doch lesen und schreiben und beherrscht sogar Latein.

#### Tristan
Tristan wird charakterisiert als verweichlichter, narzisstischer Knabe, dessen einziges Interesse (und unglücklicherweise auch Talent) die Musik ist. Politisch stellt der junge Thronerbe eine Katastrophe dar. Geht es um kämpferische Auseinandersetzungen, versagt er kläglich, auch bei Frauen findet er kaum Anklang. Große Ausnahme ist freilich Isolde, die sich mit ihrem ganzen Herzen an ihn hängt. Der pubertäre Flirt ist für Tristan jedoch nur von geringer Bedeutung, er verliert das Interesse an Isolde und wendet sich daraufhin anderen Frauen zu.

#### Isolde mit den goldenen Haaren
Isolde wird umfassend parodiert. Gottfried vergleicht sie vollmundig mit der Sonne, bei Alvarez wird sie von Marke nicht gerade schmeichelhaft als „junges Huhn“ bezeichnet. Zusätzlich ist „überhaupt nichts Königliches an ihr“, sie wirkt dümmlich und unerfahren.
Die Liebe zwischen Tristan und Isolde, deren wackeliges Fundament nichts als eine alkoholschwangere Nacht darstellt, entpuppt sich als narzisstische juvenile Liebesprojektion, von der sich Isolde jedoch nicht trennen kann, da sich keine anderen Männer finden, die sich für sie interessieren.

#### Isolde Weißhand
Isolde Weißhand, bei Gottfried als schön beschrieben, ist in Das Herz des Königs die Horrorvision einer Ehefrau:
„Diese Isolde eine Dame zu nennen hieße eine Eselstute für ein Schlachtross zu nehmen. Es heißt, sie sei grob, vulgär und aufbrausend.“
Die „Raubritterstochter“ und „Furie“ ermordet schließlich in einem Eifersuchtsstreit sowohl ihren Mann Tristan als auch die andere Isolde. Ein Gerücht besagt, sie sei zu diesem Zeitpunkt schwanger gewesen. Dadurch rückt Alvarez die Beziehung zwischen Tristan und Isolde ab vom Mythos der sexuellen Exklusivität, wie ihn beispielsweise Wagner deutlich aufbaut. Dies ist notwendig, da Alvarez diese Exklusivität auf Marke und Brangaene überträgt.

#### Majordomus
Die Gestalt des Majordomus weist deutliche Parallelen zu Marjodo bei Gottfried auf und vereinigt sämtliche Verrätergestalten in sich, welche bei Eilhart und Gottfried begegnen. Durch diese Verdichtung schafft Alvarez einen eindeutigen Gegenspieler zu Marke.

#### Petitcrü
Der kleine Hund steht bei Gottfried als „vremede unde wunderlîch“ bildhaft für das Liebespaar und verweist in seiner Charakterisierung auf den magischen Zustand in der Minnegrotte: Er braucht keine Nahrung und besitzt eine Fülle an besonderen Eigenschaften.
Dieses kleine Wunder wird bei Alvarez analog zum Liebespaar Tristan und Isolde entzaubert. In Das Herz des Königs begegnet er den Lesern als lästiges Schoßhündchen, das Isolde als Ersatzobjekt für ihre Liebe zu Tristan dienen soll.

## Erzähltechnik und Stil
Sowohl auf inhaltlicher, stofflicher als auch sprachlicher Ebene bildet der Roman eine Synthese aus mittelalterlichen und modernen Elementen. Diese Aktualisierung ist notwendig, um die Thematik dem modernen Rezeptions-Kontext anzupassen.
Es finden sich einige Elemente des postmodernen Romans in der Tradition von Umberto Ecos Der Name der Rose:
- Zersetzung der Grenze zwischen E- und U-Literatur
- Spiel mit der Fiktion
- Intertextualität

Das Verständnis der Lektüre ist auch ohne die Kenntnis der realhistorischen Quellen und Vorlagen nicht eingeschränkt. Kennt man diese jedoch, ergibt sich eine vielseitige Mittelalter-Rezeption. Durch dieses erweiterte Bedeutungspotential verschwimmt bei Das Herz des Königs die Grenze zwischen unterhaltender und gehobener Literatur.

### Erzähltechnik
Der Roman wird aus der Perspektive des Ich-Erzählers König Marke geschildert. Die Innensicht wird jedoch mit Elementen des Briefromans (Briefe) und auktorialen Elementen (Chroniken) kombiniert.
Strukturell ist der Roman in eine Rahmen- und eine Binnenhandlung unterteilt. Diese Differenzierung wird auch durch die zwei Stufen des Erzähltempus verdeutlicht: Die im Präsens geschilderte Rahmenhandlung umfasst den erstarrten König Marke zu Beginn und den gemeinsamen Tod nach Brangaenes Rückkehr am Ende. In der im Präteritum verfassten Binnenhandlung erinnert sich Marke an sein Leben. In diesen Bewusstseinsstrom sind andere Textzeugnisse collagenartig eingestreut (Stellen aus Cornwalls Chronik, Minnelieder, Briefe der Nebenfiguren). Diese erweitern die subjektive Innensicht um auktoriale Elemente.

### Sprache
Auf sprachlicher Ebene weist Das Herz des Königs folgende Besonderheiten auf:
- Einbindung direkter Zitate aus den mittelhochdeutschen Quellen in Form von Übersetzungen.

Ein Beispiel dafür sind die ersten beiden Verse eines Minnelieds:
„Wer nie wusste, was Liebesleid ist,
Der weiß auch nie, was Liebe ist.“
Das Zitat stammt aus Gottfrieds Text und zeigt die darin vertretene Auffassung einer ambivalenten, zu gleichen Teilen von positiven und negativen Emotionen bestimmten Liebe. Alvarez übernimmt diesen Ansatz, ihre Darstellung einer aufgrund der gesellschaftlichen Normen der höfischen Gesellschaft verbotenen Liebe ist allerdings nüchtern und sachlich. Die beiden Liebenden sind sich bewusst, dass ihre Beziehung nicht geduldet wird, sie wissen, dass politische Zwecke über dem Bedürfnis nach persönlichem Glück stehen, dass ein Happy End letztlich nicht möglich ist. Dennoch versuchen sie, ihre Beziehung trotz aller Widrigkeiten auszuleben.
- Erfundene sprachliche Reminiszenzen an das Mittelhochdeutsche.

In den Passagen aus Chroniken und Minneliedern bedient sich Alvarez einer von ihr selbst erfundenen Kunstsprache, die an das Mittelhochdeutsch der Vorlagen angenähert ist. Durch den Einsatz einer nicht mehr gebräuchlichen Schreibweise und nicht mehr verwendeter Satzzeichen erhöht sich der Grad der Ähnlichkeit zum Mittelhochdeutschen: So etwa fehlt im Namen Brangaene der Umlaut, ein Zirkumflex markiert Langvokale wie in Tintâgel, Ruâl, Morgân etc.
Das von ihr erfundene Mittelhochdeutsch nennt Alvarez selbst eine „anmaßende Form des Neuhochdeutschen“.
- Mischung umgangssprachlicher Formulierungen mit Archaismen

Aus dieser Mischung ergeben sich unter anderem ironische Kontraste zwischen Dialogen und Markes Gedankengängen: Während die Dialoge durch eine elaborierte Sprache Ausdruck der formellen höfischen Umgangsformen sind, sind Markes Überlegungen immer wieder von einer sehr modernen Sprachverwendung geprägt, beispielsweise Anglizismen wie flirten.